# 7927 Jamiegilmour
7927 Jamiegilmour eller 1986 WV1 är en asteroid i huvudbältet som upptäcktes den 29 november 1986 av den tjeckiske astronomen Antonín Mrkos vid Kleť-observatoriet i Tjeckien. Den är uppkallad efter Jamie Gilmour.
Asteroiden har en diameter på ungefär 12 kilometer och den tillhör asteroidgruppen Themis.